# Global Forecast System

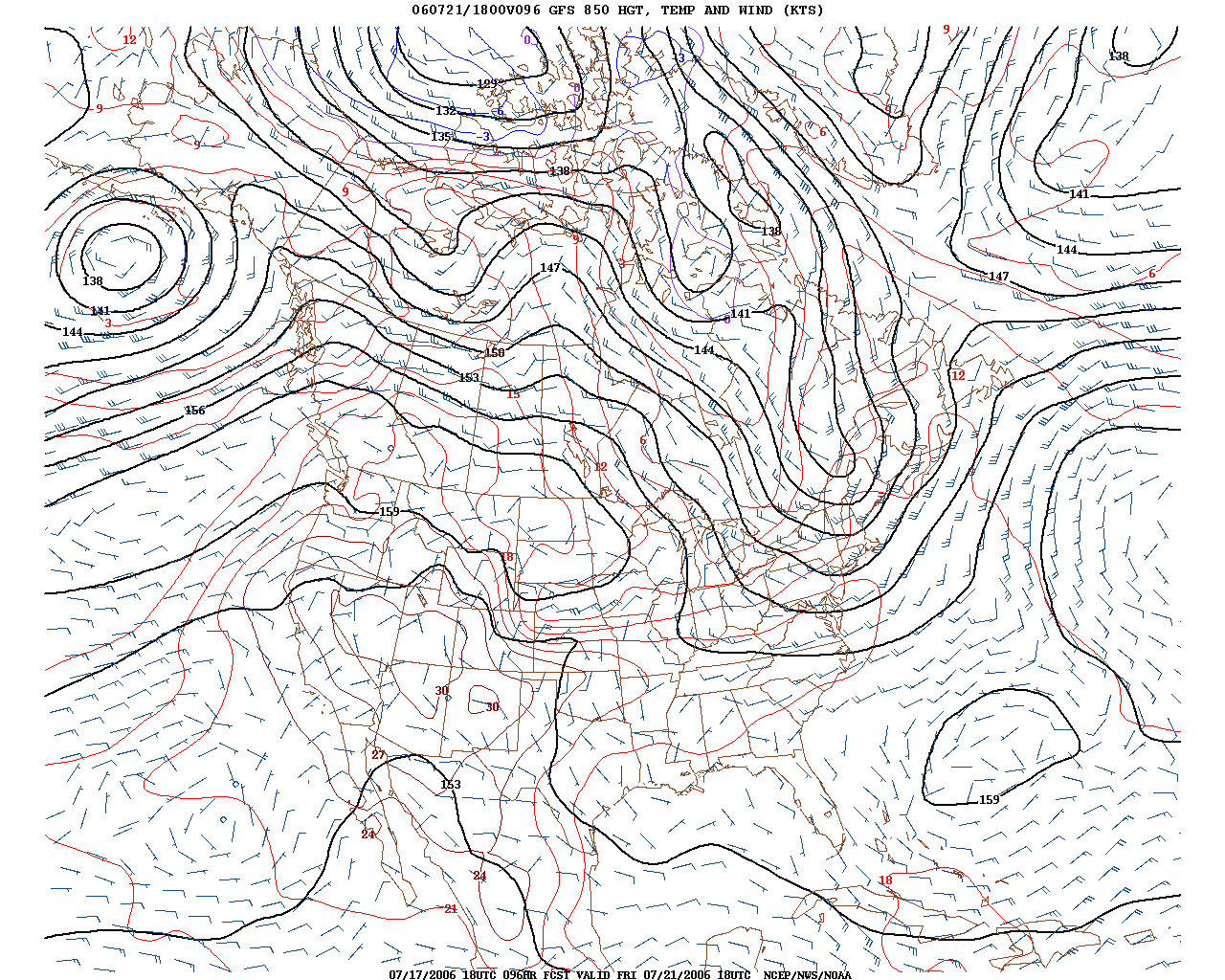
Ein Beispiel für ein Prognoseprodukt aus dem GFS, in diesem Fall eine 96-Stunden-Prognose von 850 mb und Temperatur

Das Global Forecast System (GFS) ist ein globales numerisches Wettervorhersagemodell mit einem globalen Computermodell und einer Variationsanalyse, das vom National Weather Service (NWS) der Vereinigten Staaten betrieben wird.

## Betrieb
Das mathematische Modell wird viermal täglich ausgeführt und liefert Vorhersagen für bis zu 16 Tage im Voraus, jedoch mit verminderter räumlicher Auflösung nach 10 Tagen. Die Prognosefähigkeit nimmt im Allgemeinen mit der Zeit ab (wie bei jedem numerischen Wettervorhersagemodell), und bei längerfristigen Vorhersagen behalten nur die größeren Maßstäbe eine signifikante Genauigkeit. Es handelt sich um eines der vorherrschenden synoptischen Modelle mittlerer Reichweite, die allgemein verwendet werden.

### Hauptmerkmale
Das GFS-Modell ist eine Finite-Volumen-Methode mit einer ungefähren horizontalen Auflösung von 9 km für die ersten 16 Tage. In der Vertikalen ist das Modell in 128 Schichten unterteilt, und in der Zeit liefert es stündlich Vorhersagen für die ersten 120 Stunden, dreistündlich bis Tag 10 und zwölfstündlich bis Tag 16. Der Output aus dem GFS wird auch zur Erstellung von Statistiken über den Modelloutput verwendet.

### Varianten
Neben dem Hauptmodell bildet das GFS auch die Grundlage eines 20 Mitglieder umfassenden Ensembles mit geringerer Auflösung (22, wenn man die Kontroll- und operativen Mitglieder mitzählt), das gleichzeitig mit dem operativen GFS läuft und in den gleichen Zeitskalen zur Verfügung steht. Dieses Ensemble wird als Global Ensemble Forecast System (GEFS) bezeichnet. Die Output-Statistik des Ensemble-Modells ist innerhalb von 8 Tagen verfügbar. Das GFS-Ensemble wird mit Kanadas Global Environmental Multiscale Model Ensemble zum North American Ensemble Forecast System (NAEFS) kombiniert.

## Nutzung
Wie die meisten Werke der US-Regierung sind GFS-Daten nicht urheberrechtlich geschützt und stehen nach den Bestimmungen des US-Rechts kostenlos im öffentlichen Bereich zur Verfügung. Aus diesem Grund dient das Modell als Grundlage für die Prognosen zahlreicher privater, kommerzieller und ausländischer Wettergesellschaften beziehungsweise die von ihnen betriebenen Wetter-Apps.

## Genauigkeit
Bis 2015 war das GFS-Modell hinter die Genauigkeit anderer globaler Wettermodelle zurückgefallen.
Am bemerkenswertesten war dies bei dem GFS-Modell, das den Hurrikan Sandy bis 4 Tage vor der Landung auf See falsch vorhergesagt hatte, während das Modell des Europäischen Zentrums für mittelfristige Wettervorhersage die Landung korrekt auf 7 Tage vorhersagte. Vieles davon wurde auf die begrenzten Rechenressourcen des nationalen Wetterdienstes zurückgeführt. Als Reaktion darauf schaffte die NWS neue Supercomputer an, wodurch sich die Rechenleistung von 776 Teraflops auf 5,78 Petaflops erhöhte. Im Jahr 2018 wurde die Rechenleistung erneut, auf 8,4 Petaflops erhöht.
Die Behörde testete Anfang 2010 auch ein mögliches Ersatzmodell, das Flow-following, Finite-Volume-Ikosaeder-Modell (FIM). Sie gab dieses Modell um 2016 herum auf, nachdem es keine wesentliche Verbesserung gegenüber dem GFS gezeigt hatte.
Für das Jahr 2019 ist aufgrund der jüngsten Verzehnfachung der Rechenleistung ein Upgrade des GFS-Modells geplant, das dessen horizontale Auflösung auf 9 km und 128 Schichten auf bis zu 16 Tage erhöht, gegenüber dem vorherigen Lauf von 13 km und 64 Schichten auf bis zu 10 Tage.
Mit dem 12z-Lauf am 19. Juli 2017 wurde das GFS-Modell aufgewertet. Im Gegensatz zum kürzlich aufgewerteten ECMWF verhält sich das neue GFS in den Tropen und in anderen Regionen etwas anders als die Vorgängerversion. Diese Version berücksichtigt Variablen wie die Madden-Julian-Oszillation und die Luftschicht der Sahara genauer.

## Upgrade des dynamischen Kerns 2019
Am 12. Juni 2019 rüstete die NOAA das GFS nach mehrjährigen Tests mit einem neuen dynamischen Kern auf, dem GFDL Finite-Volume Cubed-Sphere Dynamical Core (FV3), der die Finite-Volumen-Methode anstelle der von früheren Versionen des GFS verwendeten Spektralmethode verwendet. Das daraus resultierende Modell, das ursprünglich unter dem Namen FV3GFS entwickelt wurde, erbte den GFS-Spitznamen, wobei die bisherige GFS bis September 2019 weitergeführt wurde.
Die ersten Tests des FV3-basierten GFS waren vielversprechend und verbesserten die großräumigen Vorhersagefähigkeiten und die Genauigkeit der Hurrikanverfolgung des alten GFS.